# Provincia Samsun
Provincia Samsun este o provincie a Turciei cu o suprafață de  km², localizată pe coasta Mării Negre.